# 拉卡里-阿朗-上沙里特
拉卡里-阿朗-上沙里特（法語：Lacarry-Arhan-Charritte-de-Haut，法語發音：[lakaʁi aʁɑ̃ ʃaʁit də o]）是法国大西洋比利牛斯省的一个市镇，位于该省中部，属于奥洛龙-圣玛丽区和巴斯克地区城市公共社区。

## 历史
该市镇于1831年由原市镇拉卡里（Lacarry）、阿朗（Arhan）和上沙里特（Charritte-de-Haut）合并而成。

## 地理
拉卡里-阿朗-上沙里特（43°5'6"N, 0°55'28"W）面积23.32 平方千米，位于法国新阿基坦大区大西洋比利牛斯省，该省份为法国东南部省份，涵盖了贝阿恩与北巴斯克，西临大西洋比斯開灣，北至朗德省，东北接热尔省，东临上比利牛斯省，南与西班牙接壤。
与拉卡里-阿朗-上沙里特接壤的市镇（或旧市镇、城区）包括：阿尔赛-阿尔萨贝埃蒂-叙纳雷特、埃切巴尔、拉罗、利尚斯-叙纳尔。
拉卡里-阿朗-上沙里特的时区为UTC+01:00、UTC+02:00（夏令时）。

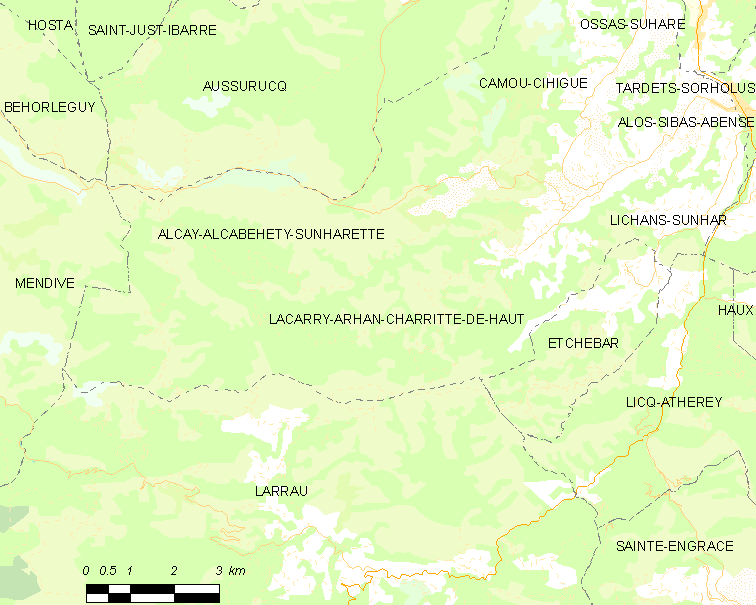
拉卡里-阿朗-上沙里特的OSM定位图

## 行政
拉卡里-阿朗-上沙里特的邮政编码为64470，INSEE市镇编码为64298。

## 政治
拉卡里-阿朗-上沙里特所属的省级选区为巴斯克山地县。

## 人口
拉卡里-阿朗-上沙里特于2022年1月1日时的人口数量为117人。

1962-2008年间拉卡里-阿朗-上沙里特人口变化图示